# Purple Pershore
Purple Pershore es una variedad cultivar de ciruelo (Prunus domestica), de las denominadas ciruelas europeas. Una variedad de ciruela criada porWalter Martin de "Drake's Broughton" cerca de Pershore, Worcestershire (Inglaterra). Fruta de tamaño mediano a grande de forma oblonga alargada, con piel de color rojo púrpura, cubierto de pruina de mediano espesor, y pulpa de color amarillo verdoso oscuro, textura de pulpa moderadamente firme, ligeramente jugosa, con muy buen sabor agri dulce.

## Historia
'Purple Pershore' es una variedad de ciruela obtenida por Walter Martin de "Drake's Broughton" cerca de Pershore, Worcestershire (Inglaterra) aproximadamente en 1877, obtenida del cruce de 'Diamond' como "Parental Madre" x el polen de 'Early Rivers' como "Parental Padre". Ha sido una de las ciruelas más cultivadas en la zona del "Valle de Evesham", aunque en los días actuales algo menos.
'Purple Pershore' está cultivada en diversos bancos de germoplasma de cultivos vivos, tales como en National Fruit Collection (Colección Nacional de Fruta) de Reino Unido con el número de accesión: 1977 - 072 y Nombre Accesión : Purple Pershore (EMLA). El espécimen fue recibido en el «National Fruit Trials» (Probatorio Nacional de Frutas), para evaluar sus características en 1977.

## Características
'Purple Pershore' árbol de porte extenso, moderadamente vigoroso, erguido, productivo, floración abundante. Autofértil. Flor blanca, que tiene un tiempo de floración que comienza a partir del 18 de abril con el 10% de floración, para el 22 de abril tiene una floración completa (80%), y para el 2 de mayo tiene un 90% de caída de pétalos.
'Purple Pershore' tiene una talla de tamaño de mediano a grande de forma oblonga alargada, cavidad profunda, estrecha, abrupta, sutura una línea muy fina; ápice redondeado, con peso promedio de 28.30 g; epidermis tiene una piel gruesa, ácida, siendo el color de la piel rojo púrpura, cubierto de pruina de mediano espesor, punteado muy fino; pedúnculo glabro, con una longitud promedio de 16.51 mm, pubescente, bien adherido al fruto con la cavidad del pedúnculo; pulpa de color amarillo verdoso oscuro, textura de pulpa moderadamente firme, ligera jugosidad, con muy buen sabor agri dulce.
Hueso libre, grande, irregular y ampliamente ovada, aplanada, áspera, ligeramente comprimida y con cuello en la base, roma o aguda en el ápice, sutura ventral estrecha, alada, sutura dorsal aguda o levemente surcada.
Su tiempo de recogida de cosecha es temprano, se inicia en su maduración en la segunda y tercera decena de agosto.

## Cultivo
Se usa como ciruela de cocina para hacer mermelada, especialmente cuando está poco maduro.